# Femorale porie

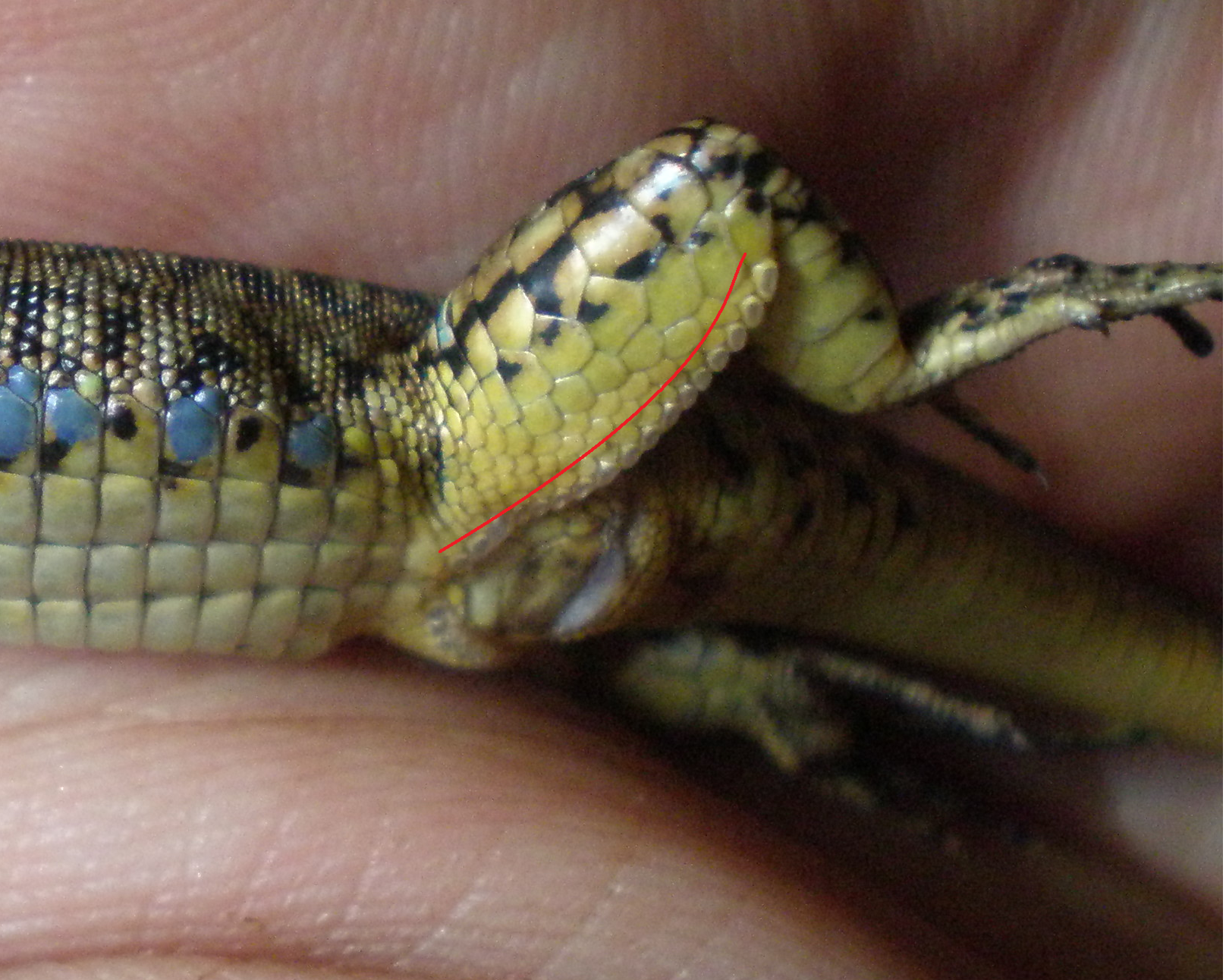
Femorale poriën (langs de rode lijn) van een Spaanse muurhagedis (Podarcis hispanicus).

Femorale poriën zijn klieropeningen die voorkomen bij reptielen. De klieren zelf worden dijklieren genoemd. Femorale poriën zijn gelegen aan de onderzijde van de dijen van de achterpoot. De dijklieren scheiden een vettige stof af die verschillende organische verbindingen zoals feromonen bevat. De functie van de poriën is het verspreiden van een geurvlag om partners te lokken en concurrenten te weren.